# Potez 25
Il Potez 25 fu un aereo militare multiruolo biposto, monomotore e biplano, sviluppato dall'azienda aeronautica francese Avions Henry Potez negli anni venti e prodotto, oltre che dalla stessa, anche su licenza sia in Francia che nel Regno di Jugoslavia, dalla Ikarus, in Portogallo dalla OSGA, in Polonia, dalla Podlaska Wytwórnia Samolotów (PWS), e nel Regno di Romania dalla Industria Aeronautică Română (IAR).
Modello particolarmente longevo, venne utilizzato sia nell'aviazione civile, come aereo da trasporto e da addestramento, che da numerose aeronautiche militari mondiali rimanendo in servizio, in molteplici ruoli tra cui caccia di scorta, aereo da ricognizione e bombardiere leggero, fino alla seconda guerra mondiale.
Ne venne sviluppata anche una variante dalla configurazione alare monoplana, con ala posizionata alta a parasole ed identificata come 25M, rimanendo però allo stadio di prototipo.

## Storia del progetto
Dopo che nel 1923 Henry Potez, proprietario dell'omonima azienda aeronautica, avviò alla produzione il Potez XV, un biplano destinato al mercato militare nel ruolo di aereo da ricognizione biposto, riscuotendo un buon successo, decise di sfruttare l'esperienza acquisita nel suo sviluppo per dotare la propria gamma di velivoli di un nuovo modello multiuso e più pesante. Lo sviluppo del nuovo modello, al quale venne assegnata la designazione Potez 24, si concretizzò nel 1924 tuttavia rimase allo stadio di prototipo. Benché non avviato alla produzione venne comunque utilizzato come ulteriore base di sviluppo di quello che diventerà uno dei modelli più riusciti dell'azienda francese.
Lo sviluppo del nuovo modello, al quale venne assegnata la designazione Potez 25, riprendeva l'impostazione generale dei modelli che lo avevano preceduto, un classico monomotore biplano biposto realizzato in tecnica mista, con fusoliera realizzata in gran parte in pino dell'Oregon e parti in duralluminio, ricoperta da tela trattata e compensato, caratterizzata dai due abitacoli aperti in tandem e carrello d'atterraggio fisso, soluzione tecnica decisa per mantenere bassi i costi di produzione e manutenzione. La differenza più evidente era l'adozione di una velatura sesquiplana, ovvero con l'ala inferiore caratterizzata da un'aperture sensibilmente minore della superiore. Inoltre il modello fu predisposto per poter essere equipaggiato con una varia gamma di motorizzazioni dai 400 ai 600 CV di potenza erogata.
La costruzione del prototipo, avviata presso il proprio stabilimento di Méaulte, venne completata nei primi mesi del 1925 e durante le prime prove di volo che ne seguirono il velivolo dimostrò la bontà del progetto confermando le speranze dell'azienda francese. Nel maggio successivo il prototipo venne testato presso il Service Technique d'Aeronautique dove venne considerato promettente sia per la sua manovrabilità che per la velocità e la potenziale longevità, consigliandone quindi l'avvio ad una sua produzione in serie.

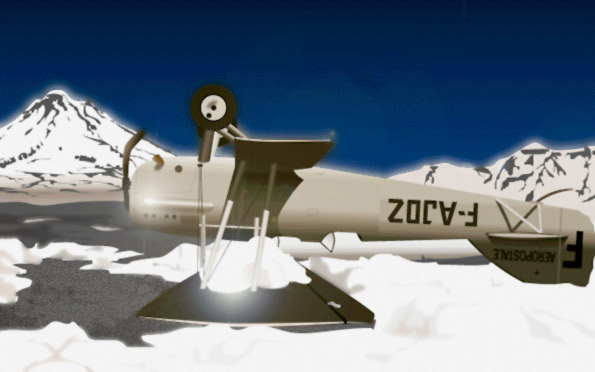
Ricostruzione grafica dell'incidente di Henri Guillaumet.

Per promuovere efficacemente il nuovo modello all'estero, un mercato reso difficile dalla grande disponibilità di velivoli residuati bellici della prima guerra mondiale, l'azienda decise di iscrivere il Potez 25 ad un gran numero di competizioni aeronautiche destinate alla categoria conseguendo alcuni risultati di rilievo. Tra i più noti successi acquisiti si ricordano un raid di 7 400 km attraverso l'Europa ed un secondo, di 6 500 km sull'area del Mar Mediterraneo, entrambe vinte da piloti a bordo del velivolo francese. Durante gli anni venti il Potez 25 venne inoltre pubblicizzato per la sua partecipazione al raid aereo Parigi-Teheran di 13 080 km. Nel giugno 1930, il pilota Henri Guillaumet fu protagonista di un incidente aereo mentre stava effettuando un servizio di posta aerea attraverso le Ande con il suo Potez 25. Benché schiantatosi a terra, Guillaumet riuscì a sopravvivere intraprendendo una marcia di una settimana attraverso le montagne prima di essere ritrovato dalla spedizione di ricerca. L'eccezionale impresa, riportata sulle prime pagine dalla stampa mondiale, accrebbe ulteriormente la già acquisita popolarità del modello avendo una positiva ricaduta commerciale, che vide incrementare le commissioni del Potez 25 da parte di numerose forze aeree e divenendo uno degli aerei francesi di maggior successo dell'epoca.
Già nel 1925 la Polonia decise di acquistare una licenza per realizzare in patria il Potez 25 negli stabilimenti della Podlaska Wytwórnia Samolotów (PWS) e Plage i Laśkiewicz. Nel 1928 il primo Potez 25 di costruzione polacca venne testato presso il "Technical Aviation Development Institute" di Varsavia dove si ritenne di dover apportare alcune modifiche per meglio adattare il modello alle esigenze della Siły Powietrzne l'allora designazione dell'aeronautica militare nazionale. Tra le differenze più evidenti con la versione originale l'adozione di alette Handley Page e, data l'indisponibilità dell'originale Lorraine-Dietrich 12Eb, l'utilizzo su 47 esemplari prodotti dal 1936 del radiale PZL Bristol Jupiter VIIF. In Polonia la produzione cessò nel 1932 dopo che entrambi gli stabilimenti realizzarono 150 esemplari ciascuno destinati ai ruoli di ricognizione aerea a lungo e corto raggio e di bombardamento tattico diurno.
Al termine della produzione mondiale, il totale complessivo delle varianti sviluppate, destinate ad uso civile e militare, raggiunse il ragguardevole numero di 87, con oltre 3 500 esemplari costruiti in Francia, la maggior parte dei quali prodotti dalla Potez ed in numero minore su licenza da ANF Les Mureaux ed Hanriot, e circa 600 all'estero tra Polonia (300), Regno di Jugoslavia (oltre 200), Regno di Romania (70) e Portogallo (27).

## Impiego operativo
Il Potez 25 venne utilizzato principalmente in Francia nell'Armée de l'air dal 1926 fino alle prime fasi della seconda guerra mondiale. Dopo l'invasione tedesca a seguito della Campagna di Francia e l'instaurazione dell'entità statale filonazista nota come Francia di Vichy, alcuni esemplari ancora in condizioni di volo entrarono a far parte delle Forces aériennes françaises libres, componente aerea delle forze armate francesi fedeli al generale de Gaulle.
Il modello venne utilizzato anche nelle forze aeree delle nazioni che ne avevano acquistato la licenza di produzione, Jugoslovensko kraljevsko ratno vazduhoplovstvo i pomorska avijacija nell'allora Regno di Jugoslavia, Wojska Lotnicze in Polonia, Forțele Aeriene Regale ale României nel Regno di Romania e Serviço Aeronáutico Militar in Portogallo.
Il velivolo francese venne inoltre utilizzato in servizio nella Repubblica di Cina (dove venne impiegato in combattimento durante la seconda guerra sino-giapponese), in Paraguay (dove ha operato durante la guerra del Chaco), Uruguay, Grecia, Impero d'Etiopia (dove un piccolo numero si scontrò con le truppe d'invasione italiana nel 1935), in Svizzera (che lo ha mantenuto in servizio fino al 1940) e in Estonia. Alcuni esemplari vennero inoltre acquistati da altri paesi per prove comparative e valutazione, tra cui l'Unione Sovietica. La maggior parte dei Potez 25 esportati e costruiti su licenza erano della versione B.2, bombardiere leggero biposto.

## Versioni
Potez 25 1925 experimental
prototipo equipaggiato con un motore W12 Hispano-Suiza 12Ga da 450 hp (336 kW), realizzato in un solo esemplare.
Potez 25 A.2
versione aereo da osservazione biposto, equipaggiata da un motore Salmson 18Cmb da 520 hp (388 kW) o Lorraine 12Eb da 450 CV (331 kW).
Potez 25 ET.2
versione aereo da addestramento intermedio biposto, equipaggiata da un motore radiale Salmson 18Ab da 500 hp (373 kW).
Potez 25 'Jupiter'
versione da esportazione, equipaggiata da un motore radiale Gnome-Rhône 9Ac Jupiter da 420 hp (313 kW). Costruita su licenza dalla Ikarus nel Regno di Jugoslavia e dalla OSGA in Portogallo, esportato in Estonia e Svizzera.
Potez 25/5
versione di produzione in serie equipaggiata con un motore Renault 12Jb da 500 hp (373 kW), realizzata in 100 esemplari.
Potez 25 TOE
versione maggiormente prodotta in serie, realizzata in 2 270 esemplari. (TOE = Théâtre d'Opération Extérieure)
Potez 25GR
versione speciale da raid a lungo raggio.
Potez 25M
designazione di un esemplare motorizzato Hispano-Suiza convertito in monoplano ad ala alta a parasole.
Potez 25 Hispano-Suiza
versione da trasporto VIP equipaggiata con un motore Hispano-Suiza 12Lb da 600 hp (447 kW).
Potez 25 Farman
versione biposto da osservazione destinata all'Armée de l'air identificata anche come Potez 25/4, equipaggiata con un motore Farman 12 We da 500 hp (373 kW) e prodotta in 12 esemplari.
Potez 25/35
versione aereo da traino bersagli biposto.
Potez 25/55
versione da addestramento biposto, realizzata in 40 esemplari.
Potez 25-O
versione modificata, appositamente potenziata per partecipare ad un raid per l'attraversamento senza scalo del Nord Atlantico. Il modello, realizzato in due soli esemplari, era equipaggiato con un motore radiale Gnome-Rhône 9A Jupiter e caratterizzato da un carrello d'atterraggio sganciabile ed un pattino d'atterraggio rinforzato.
Potez 25H
prototipo, versione idrovolante a scarponi equipaggiata con un motore radiale Gnome-Rhône 9A Jupiter, realizzato in due esemplari.

## Utilizzatori

### Civili
Francia
- Aéropostale
- Caudron Flying School
- Compagnie Francaise d'Aviation
- Hanriot Airline
- Hanriot Flying School

### Militari
Afghanistan
- Afghan Hawa-e Ourdou

 Belgio

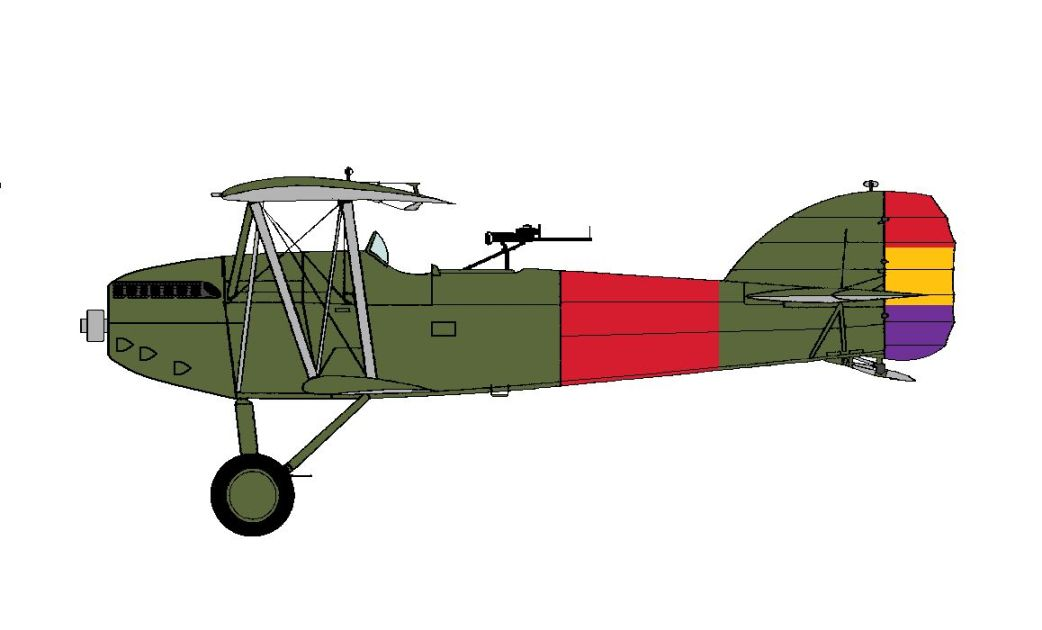
Potez 25 delle Fuerzas Aéreas de la República Española

- Aéronautique Militaire/Militair Vliegwezen

 Brasile
- Serviço de Aviação Militar

 Cina
- Chung-Hua Min-Kuo K'ung-Chün

 Croazia
- Zrakoplovstvo Nezavisne Države Hrvatske

 Estonia
- Eesti Õhuvägi

 Impero d'Etiopia
- Imperial Ethiopian Aviation

 Finlandia
- Suomen ilmavoimat

 Francia
- Armée de terre
- Armée de l'air

 Francia libera
- Forces aériennes françaises libres

 Germania
- Luftwaffe[3]

 Giappone
- Dai-Nippon Teikoku Rikugun Kōkū Hombu

 Grecia
- Polemikí Aeroporía

 Jugoslavia
- Jugoslovensko kraljevsko ratno vazduhoplovstvo i pomorska avijacija

 Paraguay
- Arma Aérea Paraguaya

 Polonia
- Siły Powietrzne

 Portogallo
- Serviço Aeronáutico Militar

 Romania
- Forțele Aeriene Regale ale României

 Spagna
- Fuerzas Aéreas de la República Española

 Stati Uniti
- United States Army Air Corps

 Svizzera
- Forze aeree svizzere

 Turchia
- Hava Müsteşarlığı

 Unione Sovietica
- Sovetskie Voenno-vozdušnye sily

 Uruguay
- Aeronáutica Militar